# Nicola Minali
Nicola Minali (nascido a 10 de novembro de 1969 em Isola di Scala, Verona) foi um ciclista italiano, profissional entre os anos 1993 e 2002, durante os quais conseguiu 49 vitórias.
A sua especialidade, sem lugar a dúvidas, eram as chegadas ao sprint, como atestam as doze vitórias de etapa nas Grandes Voltas.
Em 24 de julho de 2013 o seu nome apareceu no relatório publicado pelo senado francês como um dos trinta ciclistas que teriam dado positivo no Tour de France de 1998 com carácter retroespectivo, já que analisaram as amostras de urina daquele ano com os métodos antidopagem actuais.
O seu filho Riccardo Minali é também ciclista profissional.

## Palmarés
| - 1992 - La Popolarissima - 1993 - 1 etapa da Semana Lombarda - 1 etapa dos Três Dias de Bruges–De Panne - 1994 - 1 etapa do Tour de France - 2 etapas do Volta à Romandia - 1 etapa da Semana Catalã - 1995 - Paris-Tours - 3 etapas da Volta a Espanha - 3 etapas da Semana Catalã - 2 etapas da Tirreno-Adriático - 1 etapa do Giro d'Italia - 1 etapa da Volta a Aragão - 1 etapa da Volta a Valência - 3 etapas da Volta à Dinamarca - 1996 - Paris-Tours - 4 etapas da Volta a Espanha - 2 etapas da Volta a Burgos - Grande Prêmio Cidade de Misano Adriático - 1 etapa da Volta à Dinamarca | - 1997 - 2 etapas do Tour de France - 1 etapa da Volta à Dinamarca - 2 etapas do Grande Prémio Jornal de Notícias - 2 etapas da Volta ao Alentejo - 1 etapa do Giro di Puglia - 1 etapa do Giro di Sardegna - 1998 - 1 etapa do Giro d'Italia - 1 etapa do Tour do Mediterrâneo - 1 etapa da Semana Catalã - 1 etapa da Volta a Renania-Palatinado - Giro da Província de Siracusa - 1999 - 1 etapa dos Quatro Dias de Dunquerque - 1 etapa da Semana Lombarda - 2001 - 1 etapa da Volta à Suécia - 2002 - 2 etapas da Volta a Rodas |

## Equipas
- Mecair (1993)
- Gewiss (1994-1996)
- Batik-Do Monte (1997)
- Riso Scotti (1998)
- Cantina Tollo (1999)
- Alexia Alumínio (2000)
- Tacconi Sport-Vini Caldirola (2001-2002)